# Wzmacniacz mocy

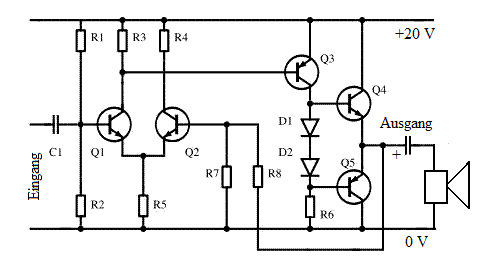
Przykładowy schemat wzmacniacza mocy zbudowanego z użyciem tranzystorów

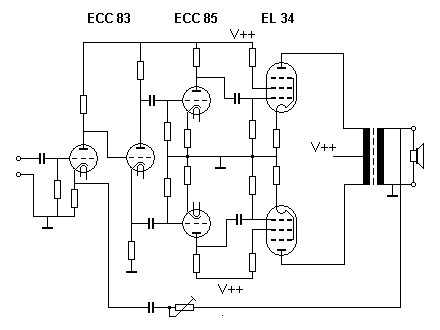
Przykładowy schemat wzmacniacza mocy zbudowanego z użyciem lamp elektronowych

Wzmacniacz mocy – wzmacniacz, który dostarcza do obciążenia wymaganą moc wyjściową.
W przypadku zastosowania w elektroakustyce, wejściowy sygnał analogowy jest zazwyczaj wzmacniany najpierw w przedwzmacniaczu, natomiast wzmacniacz mocy jest końcowym stopniem toru wzmacniającego i podłączony jest do zestawu głośnikowego.
Do podstawowych parametrów wzmacniacza mocy zalicza się:
- wzmocnienie mocy określane jako stosunek mocy wydzielanej w obciążeniu do mocy sygnału wejściowego;
- moc wyjściową mierzoną w watach (W);
- współczynnik sprawności energetycznej – definiowany jako stosunek mocy wydzielonej w obciążeniu do mocy pobieranej z zasilacza (%);
- współczynnik zniekształceń nieliniowych – który jest miarą zniekształceń sygnału wyjściowego wnoszonych przez wzmacniacz (%);
- pasmo przenoszonych częstotliwości kHz;

Ze względu na zakres częstotliwości wzmacnianych sygnałów wzmacniacze mocy można podzielić na:
- wzmacniacze mocy małej częstotliwości (m.cz.) używane do wzmacniania sygnałów pasma akustycznego – wzmacniacze elektroakustyczne;
- wzmacniacze mocy wielkiej częstotliwości (w.cz.) używane do wzmacniania sygnałów pasma radiowego w nadajnikach radiowych;
- wzmacniacze mocy bardzo wielkiej częstotliwości (b.w.cz.) – wzmacniacze mikrofalowe.

We wzmacniaczu wyróżnia się dwa podstawowe obwody elektroniczne:
- obwód zasilania, który stwarza warunki do wzmacniania sygnału,
- obwód sygnału, który jest związany z przenoszeniem sygnału przez wzmacniacz.

Dla wzmacnianego sygnału obwód wzmacniacza stanowi czwórnik, w którym do wejścia dołączono źródło sygnału {\displaystyle E_{g}} o impedancji {\displaystyle Z_{g},} a do wyjścia dołączono obciążenie {\displaystyle Z_{o}.}
Pomiędzy wielkościami wejścia i wyjścia istnieją zależności:
{\displaystyle U_{wy}=K_{u}\cdot U_{we},}
{\displaystyle I_{wy}=K_{i}\cdot I_{we},}
{\displaystyle P_{wy}=K_{p}\cdot P_{we},}
gdzie:
{\displaystyle K_{u}} – współczynnik wzmocnienia napięciowego,
{\displaystyle K_{i}} – współczynnik wzmocnienia prądowego,
{\displaystyle K_{p}} – współczynnik wzmocnienia mocy.
Biorąc pod uwagę punkt pracy elektronicznego elementu czynnego oraz poziom sygnału sterującego wyróżnia się tzw. klasy pracy wzmacniacza mocy:
- {\displaystyle A} – gdy elementem jest lampa elektronowa A1, A2 z prądem siatki lub tranzystor pracujący w klasie A
- {\displaystyle AB} – gdy elementem jest lampa elektronowa AB1, AB2 z prądem siatki lub tranzystor pracujący w klasie B[1]
- {\displaystyle B} – gdy tranzystor/lampa przewodzi prąd tylko przez połowę okresu sygnału sterującego,
- {\displaystyle C} – gdy tranzystor/lampa przewodzi prąd przez czas krótszy niż pół okresu sygnału sterującego[2].

UWAGAW literaturze występują również określenia „wzmacniacz klasy D” i „wzmacniacz klasy T” odnoszące się do wzmacniaczy mocy zbudowanych w oparciu o wzmacniacz impulsowy.